# Gruppen Europeiska konservativa och reformister
Denna artikel behandlar den nuvarande partigruppen och alla dess föregångare.
Gruppen Europeiska konservativa och reformister (engelska: European Conservatives and Reformists Group, ECR-gruppen) är en partigrupp i Europaparlamentet bestående av 80 ledamöter från nationalkonservativa, ekonomiskt liberala, mjukt euroskeptiska och anti-federalistiska partier. Gruppen utgörs till största delen av ledamöter som tillhör det europeiska politiska partiet Europeiska konservativa och reformister (ECR). Sedan valet 2024 är ECR-gruppen den fjärde största partigruppen i Europaparlamentet.
Partigruppen bildades officiellt den 14 juli 2009 i dess nuvarande form. Dess historia sträcker sig dock tillbaka till 1970-talet när Storbritannien blev medlem i Europeiska gemenskaperna. Fram till 1992 utgjorde brittiska Konservativa partiet kärnan i en konservativ partigrupp. Mellan 1992 och 2009 ingick partiet istället i den stora mitten-höger-gruppen Europeiska folkpartiets grupp (kristdemokrater) (EPP-gruppen), men bröt sig ur denna grupp för att åter skapa en egen partigrupp med anti-federalistiska partier efter valet 2009.
I ECR-gruppen ingår ledamöterna från svenska Sverigedemokraterna, finländska Sannfinländarna samt danska Danmarksdemokraterne. Därutöver ingår även ledamöter från bland annat italienska Italiens bröder, polska Lag och rättvisa och tjeckiska Medborgardemokraterna. Innan Storbritanniens utträde ur Europeiska unionen den 1 februari 2020 ingick även ledamöterna från brittiska Konservativa partiet.
Gruppledare är Joachim Brudziński sedan den 3 juli 2024 och Nicola Procaccini sedan den 14 februari 2023.

## Historia

### Ursprungligt bildande och ombildningar
| Gruppnamn                                       | Period                       |
| ----------------------------------------------- | ---------------------------- |
| Gruppen Europeiska konservativa                 | 16 januari 1973–16 juli 1979 |
| Gruppen Europademokrater                        | 17 juli 1979–1 maj 1992      |
| Gruppen Europeiska konservativa och reformister | 14 juli 2009–                |

I samband med att Danmark, Irland och Storbritannien anslöt sig till Europeiska gemenskaperna den 1 januari 1973 valde brittiska Konservativa partiet och danska Konservative Folkeparti att inte ansluta sig till den kristdemokratiska gruppen i Europaparlamentet. Istället bildade de en egen partigrupp, ”Gruppen Europeiska konservativa”, den 16 januari 1973. Efter valet 1979 ombildades gruppen till ”Gruppen Europademokrater” (ED), som blev den fjärde största partigruppen i Europaparlamentet. I valet 1984 vann Konservative Folkeparti ett nytt mandat, medan Konservativa partiet backade kraftigt så att gruppens totala antal mandat minskade från 64 till 50. Nedgången fortsatte i valet 1989 då båda partierna förlorade mandat.
Efter att ha kraftigt minskat i storlek ombildades ”Gruppen Europademokrater” till en undergrupp till Europeiska folkpartiets grupp (kristdemokratiska gruppen) (EPP-gruppen). Konservativa partiet och Konservative Folkeparti anslöt sig till EPP-gruppen, men Konservativa partiet valde att stå utanför Europeiska folkpartiet (EPP). Detta ledde till att EPP-gruppen ombildades efter valet 1999 till ”Gruppen för Europeiska folkpartiet (kristdemokrater) och Europademokraterna”.

### Valet 2009 och splittringen av EPP-ED-gruppen

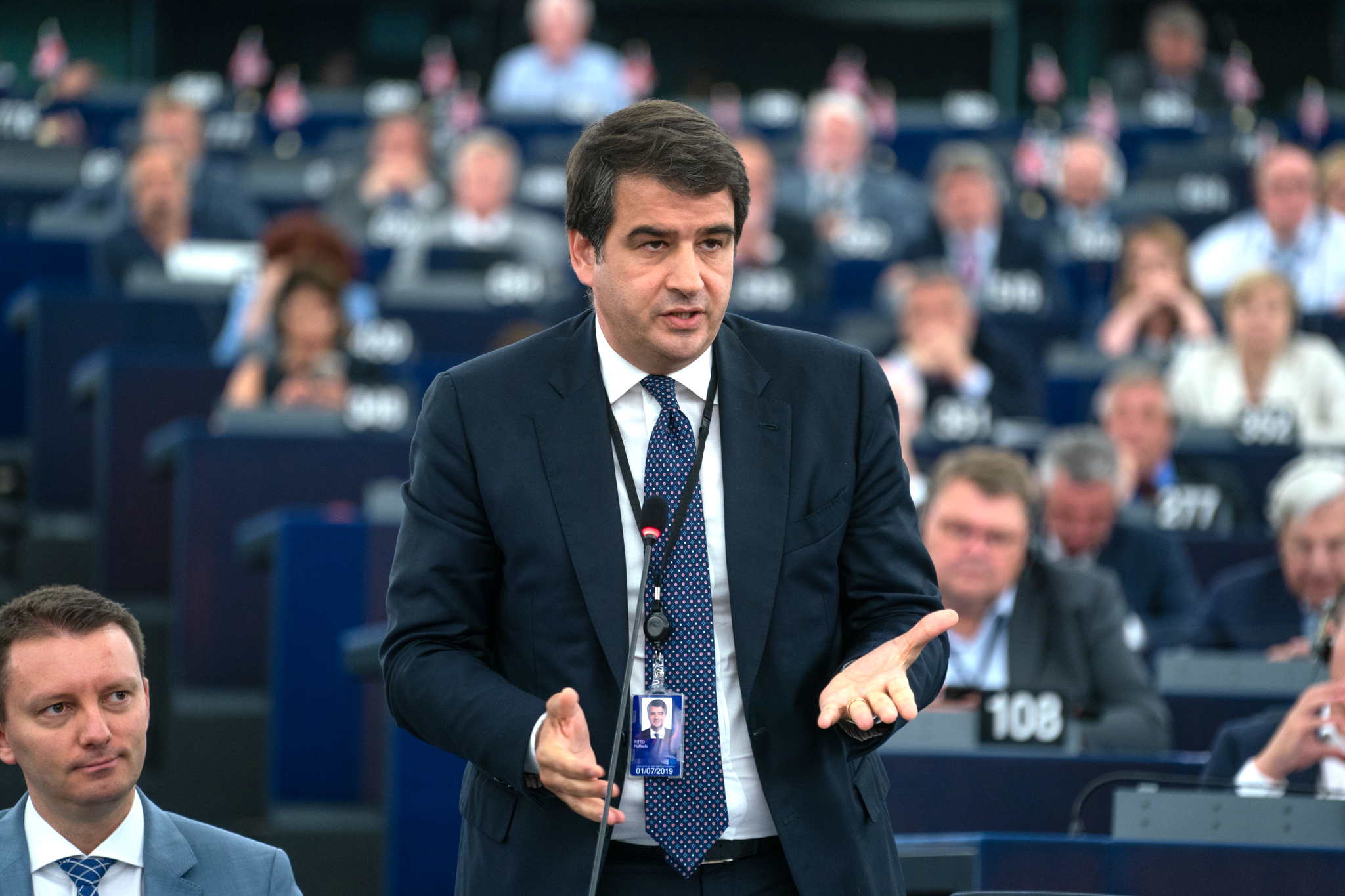
Raffaele Fitto var en av gruppens två gruppledare mellan 2019 och 2022.

I samband med unionens utvidgning den 1 maj 2004 tillkom tjeckiska Medborgardemokraterna till undergruppen. Under 2006 bildade Medborgardemokraterna tillsammans med Konservativa partiet Rörelsen för europeisk reformation (MER). Inför valet 2009 började Konservativa partiet och Medborgardemokraterna att inleda ett samarbete med andra partier utanför EPP, främst polska Lag och rättvisa, om att bilda en egen partigrupp efter valet. Följaktligen bildades ”Gruppen Europeiska konservativa och reformister” efter valet och blev den fjärde största partigruppen i Europaparlamentet jämte Gruppen De gröna/Europeiska fria alliansen (G/EFA-gruppen).
I kontrast till EPP-gruppen intog ECR-gruppen en betydligt mer skeptisk inställning till det europeiska samarbetet med krav om reformer. Vid Europaparlamentets första sammanträde efter valet misslyckades ECR-gruppen med att få sin kandidat Michał Kamiński vald till vice talman. Istället valdes Edward McMillan-Scott, som också tillhörde ECR-gruppen men som kandiderade som oberoende kandidat mot gruppens rekommendation. McMillan-Scott uteslöts följaktligen från brittiska Konservativa partiet och anslöt sig till Gruppen Alliansen liberaler och demokrater för Europa (ALDE-gruppen). Kamiński utsågs istället till ny gruppledare.
Den 1 oktober 2009 bildades det europeiska politiska partiet Alliansen konservativa och reformister i Europa (ACRE) med Derk Jan Eppink som partiledare. Jan Zahradil valdes senare till ny partiledare. Den 8 mars 2011 valdes Jan Zahradil även till gruppledare efter interna stridigheter i ECR-gruppen som hade lett till Kamińskis avgång. Han ersattes den 14 december 2011 som gruppledare av Martin Callanan. Efter valet 2014 stärktes gruppen med ledamöter från nya partier och samtidigt valde gruppen Syed Kamall till ny gruppledare. Den 5 juli 2017 infördes ett medordförandeskap; utöver Kamall utsågs även Ryszard Legutko till att leda gruppen.

### Valet 2019 och ECR-gruppens fortsatta utveckling
I början av juli 2018 anslöt sig ledamöterna från Sverigedemokraterna till ECR-gruppen. Efter valet 2019 tappade gruppen något i styrka, främst på grund av Konservativa partiets tillbakagång i Storbritannien. Efter valet utsågs Raffaele Fitto och Ryszard Legutko till gruppledare. Samtidigt bytte Alliansen konservativa och reformister i Europa namn till Europeiska konservativa och reformister, så att det europeiska politiska partiet fick samma namn som sin partigrupp i Europaparlamentet.
Den 14 februari 2023 utsågs Nicola Procaccini till ny gruppledare efter Raffaele Fitto. I april 2023 anslöt sig ledamöterna från Sannfinländarna till ECR-gruppen efter att tidigare ha tillhört Gruppen Identitet och demokrati (ID-gruppen).

### Valet 2024
I valet 2024 växte gruppen något. Efter valet utsågs Joachim Brudziński till ny gruppledare efter Legutko. Samtidigt fick Nicola Procaccini förnyat förtroende som gruppledare.

## Parlamentariskt arbete
ECR-gruppen samlar ledamöter av Europaparlamentet som tillhör konservativa och ekonomiskt liberala partier med en mjukt euroskeptisk och anti-federalistisk inställning. Gruppen kallar sig själv för ”eurorealistisk”. Gruppen är associerad med Europeiska konservativa och reformister (ECR).
Gruppen gör anspråk på att följa i bland annat Margaret Thatchers ideologiska fotspår genom en kombination av ekonomisk liberalism och socialkonservatism. Gällande den ekonomiska politiken har gruppen i stort profilerat sig som mer positiv till marknadsekonomi och handel jämfört med kristdemokratiska Europeiska folkpartiets grupp (kristdemokrater) (EPP-gruppen) och högerpopulistiska Gruppen Patrioter för Europa (PfE-gruppen). Det finns dock en viss variation inom gruppen, till exempel har polska Lag och rättvisa anammat ekonomiskt protektionistiska ståndpunkter, såsom statsstöd till vad som anses vara särskilt viktiga sektorer.

## Sammansättning
| Val  | Historisk mandatfördelning | Nuvarande mandatfördelning         |
| ---- | -------------------------- | ---------------------------------- |
| 1979 | 64 av 410                  | Ledamöter tillhörande partigruppen |
| 1984 | 50 av 434                  | Ledamöter tillhörande partigruppen |
| 1989 | 34 av 518                  | Ledamöter tillhörande partigruppen |
| 1994 | 0 av 567                   | Ledamöter tillhörande partigruppen |
| 1999 | 0 av 626                   | Ledamöter tillhörande partigruppen |
| 2004 | 0 av 732                   | Ledamöter tillhörande partigruppen |
| 2009 | 55 av 736                  | Ledamöter tillhörande partigruppen |
| 2014 | 70 av 751                  | Ledamöter tillhörande partigruppen |
| 2019 | 62 av 751                  | Ledamöter tillhörande partigruppen |
| 2024 | 78 av 720                  | Ledamöter tillhörande partigruppen |

ECR-gruppen består av 80 ledamöter från 19 medlemsstater. Gruppen har traditionellt dominerats av ledamöter från Lag och rättvisa i Polen och Konservativa partiet i Storbritannien, som dock lämnade gruppen efter Storbritanniens utträde ur Europeiska unionen den 1 februari 2020. Sedan dess har Italiens bröder blir alltmer dominerande i gruppen.e I övrigt har gruppen en förhållandevis jämn representation mellan Väst- och Östeuropa. Gruppen är den fjärde största i Europaparlamentet.
Ledamöter från en och samma medlemsstat bildar en nationell delegation.
Gruppens ledamöter utser ett ordförandeskap bestående av två gruppledare och sex vice gruppledare för en period av fem år, som kan förnyas. Ordförandeskapet ansvarar för att fatta snabba beslut i viktiga frågor, leda gruppsammanträden och representera gruppen utåt. Det bereder också sammanträdena för gruppens presidium, som består av ordförandeskapet, gruppens ledamöter av Europaparlamentets presidium, ledarna för de nationella delegationerna samt andra ledamöter.
För varje utskott utser gruppen även samordnare som ansvarar för att övervaka de politiska frågorna i utskottet. I vissa fall utses även vice samordnare.

### Parlamentsledamöter
| Medlemsstat   | Nationellt parti                        |  | Europeiskt parti | Mandat |
| ------------- | --------------------------------------- |  | ---------------- | ------ |
| Belgien       | Ny-Flamländska Alliansen                |  | EFA              | 3      |
| Bulgarien     | Ima takav narod                         |  | –                | 1      |
| Cypern        | Ethniko Laiko Metopo                    |  | –                | 1      |
| Danmark       | Danmarksdemokraterne                    |  | –                | 1      |
| Estland       | Estlands konservativa folkparti         |  | –                | 1      |
| Finland       | Sannfinländarna                         |  | –                | 1      |
| Frankrike     | Reconquête                              |  | –                | 4      |
| Grekland      | Grekisk lösning                         |  | –                | 2      |
| Italien       | Italiens bröder                         |  | ECR              | 24     |
| Kroatien      | Domovinski pokret                       |  | –                | 1      |
| Lettland      | Nationella alliansen                    |  | ECR              | 2      |
| Lettland      | Apvienotais saraksts                    |  | –                | 1      |
| Litauen       | Lietuvos valstiečių liaudininkų sąjunga |  | –                | 1      |
| Litauen       | Valaktionen för polacker i Litauen      |  | ECR              | 1      |
| Luxemburg     | Alternativa demokratiska reformpartiet  |  | ECR              | 1      |
| Nederländerna | Reformerta samhällspartiet              |  | ECPM             | 1      |
| Polen         | Lag och rättvisa                        |  | ECR              | 20     |
| Rumänien      | Alianța AUR                             |  | –                | 5      |
| Rumänien      | Partidul Național Conservator Român     |  | ECPM             | 1      |
| Spanien       | Se Acabó La Fiesta                      |  | –                | 2      |
| Sverige       | Sverigedemokraterna                     |  | ECR              | 3      |
| Tjeckien      | Medborgardemokraterna                   |  | ECR              | 3      |